# Чащин, Сергей Фёдорович
Сергей Фёдорович Чащин (8 сентября 1891 — 1 апреля 1983) — колхозник колхоза имени Калинина Краснополянского района Свердловской области. Герой Социалистического Труда (30.05.1950).

## Биография
Родился 8 сентября 1891 года в деревне Чащина Ирбитского уезда Пермской губернии (ныне – Байкаловского района Свердловской области) в семье крестьянина. Русский.
После размежевания отцовского земельного надела на троих братьев Сергей Фёдорович единолично обрабатывал свой участок. С созданием в Ирбитском округе в 1929 году коммуны-колхоза «Гигант» семья Чащиных (с женой Анной Степановной) одной из первых в деревне Чащиной вступила в него. Трудился на разных работах: в полеводческой бригаде, лесозаготовителем, конюхом на конеферме. В 1930 году колхоз-гигант распался на 150 коллективных хозяйств, и С. Ф. Чащин  продолжил работать в местном колхозе имени Калинина Краснополянского района.
С началом Великой Отечественной войны возглавил звено полеводов по выращиванию хлеба, которое ударно трудилось в сложный период военного времени. После войны по состоянию здоровья он стал работать рядовым колхозником, но, как опытный хлебороб, оставался «правой рукой» правления колхоза. В 1949 году получил урожай пшеницы по 29,1 центнера с гектара на площади 12 гектаров.
Указом Президиума Верховного Совета СССР от 30 мая 1950 года за получение высоких урожаев пшеницы в 1949 году Чащину Сергею Фёдоровичу присвоено звание Героя Социалистического Труда с вручением ордена Ленина и золотой медали «Серп и Молот». 
В последующие годы продолжал работать хлеборобом в реорганизованном в 1950 году колхозе «Красная звезда» Байкаловского (с 1958 года) района.
Избирался депутатом Свердловского областного Совета депутатов трудящихся. 
Почётный гражданин Байкалово (1980).
Проживал в родной деревне Чащиной Байкаловского сельсовета, в 1970 году переехал в районный центр – село Байкалово (в 1972–1991 годах – посёлок).
Скончался 1 апреля 1983 года в Свердловской области.

## Награды
- Золотая медаль «Серп и Молот» (30.05.1950)
- Орден Ленина (30.05.1950).
- Медаль «За доблестный труд в Великой Отечественной войне 1941—1945 гг.»
- Медаль «Ветеран труда»
- Медаль «За трудовую доблесть»
- медалями ВДНХ СССР:

## Память
- На могиле установлен надгробный памятник